# Адальрам (архиепископ Зальцбурга)

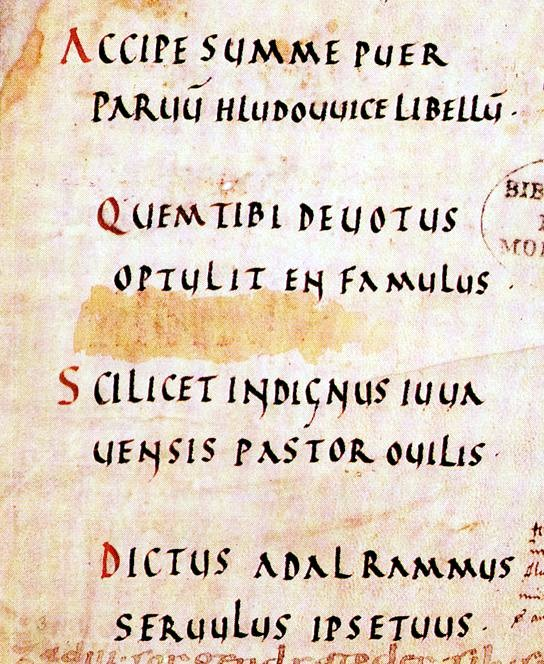
Посвящение Адальраму в рукописи Муспилли

Адальрам (нем. Adalram лат. Adalrammus; ? — 4 января 836) — прелат начале IX века, архиепископ Зальцбургский (821—836), аббат зальцбургского монастыря Святого Петра.

## Биография
Служил аббатом зальцбургского монастыря Святого Петра.
Около 819 года стал архидиаконом Зальцбургской епархии. После смерти Арна Зальцбургского возглавил Архиепархию Зальцбурга. В 824 году по просьбе императора Людовика I Благочестивого получил паллий — знак особого папского доверия от Папы Римского Евгения II.
Будучи архиепископом, продолжил обращению в католичество западных славян в Каринтии Горной Паннонии.
Под его руководством продолжилось миссионерское вмешательство Зальцбургской архиепископии в дела западно-славянского Нитранского княжества на территории современной Словакии, управляемого князем Прибиной
В 828 году зальцбургским епископом Адальрамом здесь была основана и освящена первая христианская церковь.
Правитель Нитранского княжества Прибина, ранее был женат на христианке из Баварии, поэтому церковь, вероятно, обслуживала придворных, прибывших вместе с женой Прибины. Кроме того, в Нитре существовала небольшая колония баварских купцов.
Адальрам умер 4 января 836 года.